# ヴィル・ド・パリ (戦列艦・1764年)
| ヴィル・ド・パリ | ヴィル・ド・パリ |
| 艦歴             | 艦歴 |
| ---------------- | --- |
| 運用国           | フランス海軍 |
| 建造             | ロシュフォール |
| 起工             | 1757年 |
| 進水             | 1764年 |
| その後           | 1782年9月沈没 |
| 戦歴             | 第一次ウェサン島の海戦 フォート・ロイヤルの海戦 チェサピーク湾の海戦 セント・キッツの海戦 セインツの海戦                                             |
| 性能諸元         | |
| クラス           | 90門1等戦列艦 104門1等戦列艦 (1779年) |
| 全長             | 砲列甲板：54m |
| 全幅             | 14.6m |
| 喫水             | 6.7m |
| 推進             | 帆走（3本マストシップ） |
| 兵装             | 90門： 上砲列：12ポンド（5kg）砲28門 中砲列：24ポンド（11kg）砲32門 下砲列：36ポンド（16kg）砲30門 104門： 後甲板：8ポンド（4kg）砲14門 (1779年追加) |

ヴィル・ド・パリ (Ville de Paris) はフランス海軍の90門、後に104門1等戦列艦。アメリカ独立戦争において、ド・グラス提督の旗艦を務めていたことで知られる。

## 建造
ヴィル・ド・パリは、1757年に90門艦アンペテュ(Impétueux)としてロシュフォールで起工された。軍人で後に政界の有力者となったショワズールによってフランスの町や州から海軍に基金を集める「船の寄付 (don des vaisseaux)」キャンペーンの結果、パリ市民から多くの寄付を集めて建造が行われたため、1762年にヴィル・ド・パリ (「パリ市」の意) と改名された。
ヴィル・ド・パリは1764年に90門1等戦列艦として進水した。この船の完工はちょうど七年戦争の終結直後だった。ヴィル・ド・パリはルイ15世期に建造されたフランスの数少ない3層艦だった。この頃のフランスは財政面の厳しさから、主に64門から80門の2層艦を好んで建造していた。
1779年には、14門の8ポンド砲を後甲板に追加し、104門艦となった。

## 艦歴とエピソード

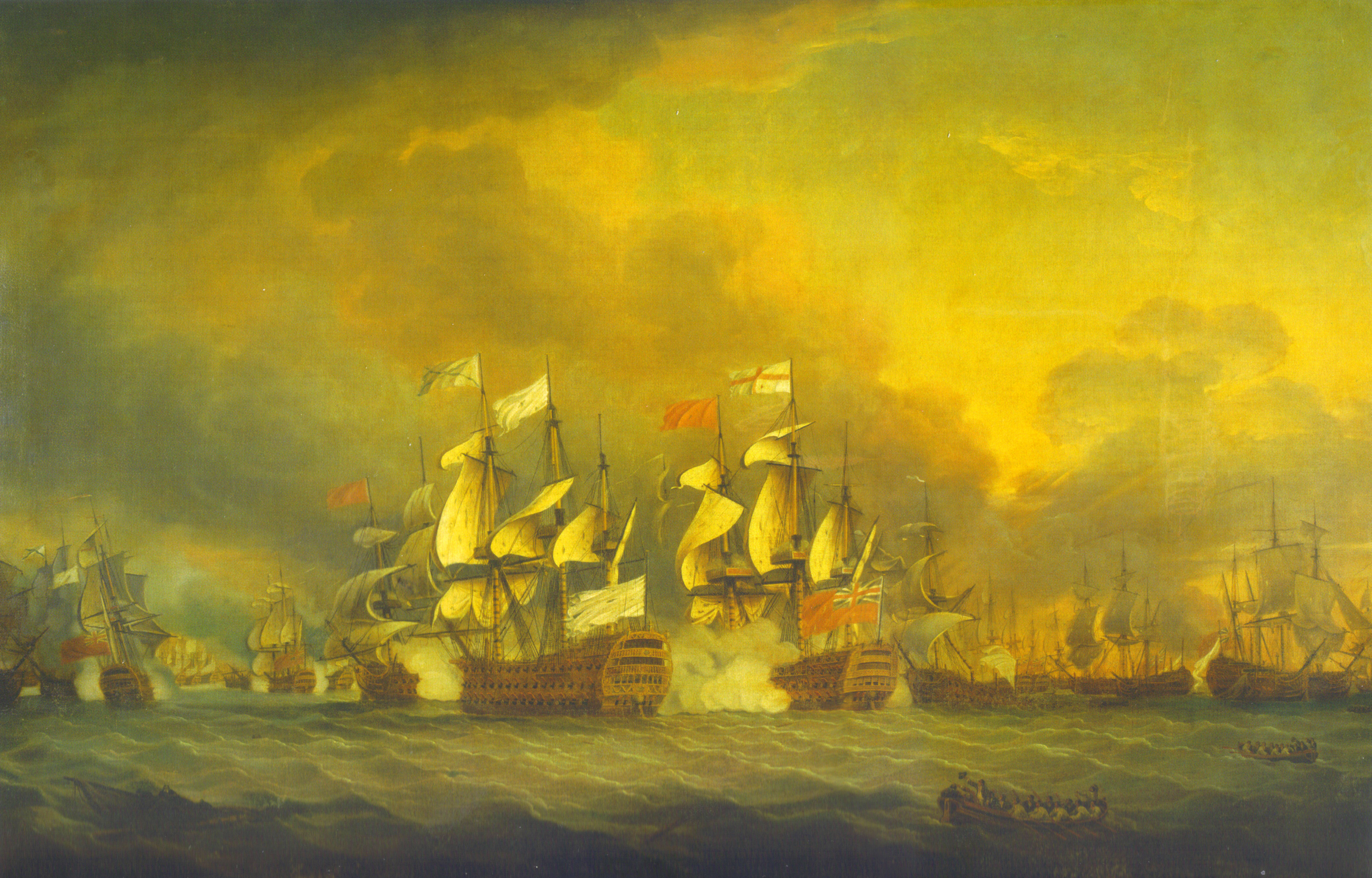
セインツの海戦でイギリス艦隊旗艦バーフラー (右) と撃ち合うヴィル・ド・パリ (左)

1778年にフランスがアメリカ独立戦争に参戦すると、ヴィル・ド・パリはブレストで任務に就き、ド・グッシェン提督の艦隊で旗艦を務めた。この年の7月には、ド・グッシェン提督の座乗艦としてドルヴィリュー伯爵ルイ・ジロー提督の指揮のもと、決定的でない第一次ウェサン島の海戦を戦った。
1781年3月には、ド・グラス提督の旗艦として20隻の戦列艦を従え、西インド諸島への航海を行った。そして、そこでフォート・ロイヤルの海戦、チェサピーク湾の海戦、セント・キッツの海戦といった数々の海戦に参加した。

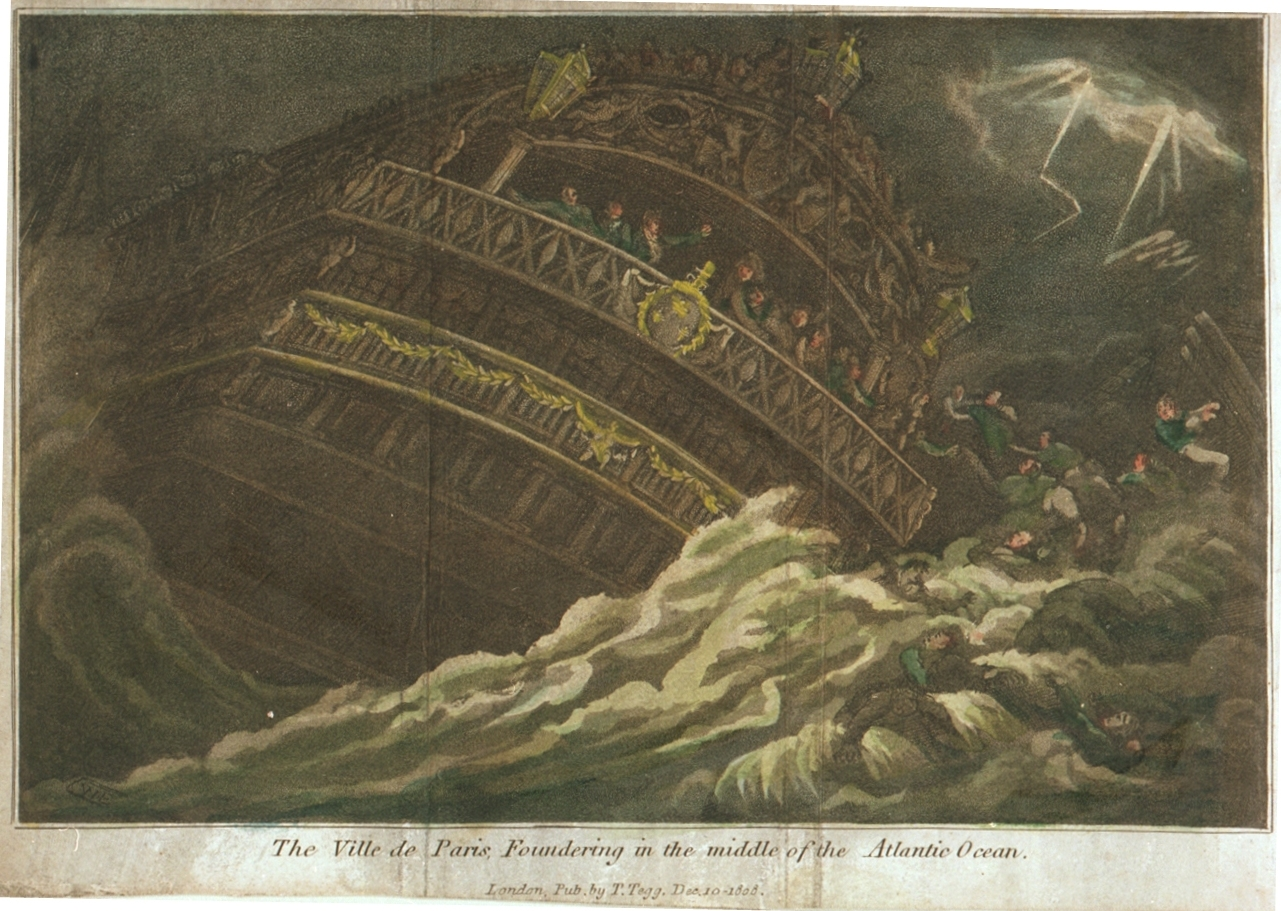
ヴィル・ド・パリの沈没

1782年4月12日のセインツの海戦において、旗艦ヴィル・ド・パリは重大な損傷を負い、ド・グラス提督共々ジョージ・ロドニー提督のイギリス艦隊に降伏し、捕獲された。この海戦はフランス艦隊の敗北に終わった。
1782年9月、ヴィル・ド・パリはニューファンドランド沖で、グレーブズ提督の艦隊の一員としてイギリス本国に戻る航海の途中、強力なハリケーンに巻き込まれて沈没した。乗組員は1人を除いて全員犠牲となった。この船はイギリス海軍がアメリカ独立戦争で失った20隻の船の1隻となった。
1795年、イギリス海軍はこの船にちなんで、戦列艦ヴィル・デ・パリスを進水させた。